# Numismatische Literatur
Numismatische Literatur ist jegliche Form von Literatur, die sich mit Münzen, Banknoten und anderen Zahlungsmitteln beschäftigt.

## Formen numismatischer Literatur
- Stempelcorpus

Ein Stempelcorpus ist eine Auflistung aller Stempel, mit denen in einer bestimmten Stadt, unter einem bestimmten Herrscher oder in einer bestimmten Zeit geprägt wurde. Aufgelistet werden alle Stempel, die Verbindungen, in denen sie vorkommen sowie alle bekannten Stücke mit allen numismatisch relevanten Angaben (Gewicht, Stempelstellung, Provenienz, Standort).
Stempelcorpora existieren vor allem im Bereich der antiken Numismatik. In Einzelfällen gibt es auch für mittelalterliche und moderne Themen Stempelcorpora. Für die Münzen der Gegenwart hat sich das Stempelcorpus als Publikationsform überholt, da die moderne Stempelproduktion keine Unterschiede einzelner Stempel mehr erkennen lässt.
Ein Beispiel für ein vorbildliches Stempelcorpus ist Wolfgang Fischer-Bossert, Chronologie der Didrachmenprägung von Tarent (Berlin, 1999).
- Typencorpus

Ein Typencorpus ist eine Auflistung aller Münztypen, die in einer bestimmten Stadt, unter einem bestimmten Herrscher oder in einer bestimmten Zeit geprägt wurden. Dabei werden alle Münztypen aufgelistet. Meist wird ein Typ über die Darstellung definiert. Kleine Abweichungen in der Umschrift spielen keine Rolle.
Typencorpora existieren vor allem im Bereich der mittelalterlichen und der modernen Numismatik.
Ein Beispiel für ein vorbildliches Typencorpus ist Ulrich Klein und Albert Raff, Die Württembergischen Münzen (Stuttgart, 1991 und 1992).
- Schatzfundpublikationen

Schatzfundpublikationen beschäftigen sich mit Schatzfunden von Münzen. Sie listen den exakten Bestand nach numismatischen Kriterien auf (Gewicht, Stempelstellung, Beschreibung und Bestimmung, Standort) und interpretieren ihn.
- Fundmünzpublikationen

Fundmünzpublikationen publizieren alle Münzen, die innerhalb eines definierten Gebietes gefunden wurden; gelegentlich wird der Befund auch interpretiert.
- Auktionskataloge

Auktionskataloge enthalten Münzen, die bei einer Versteigerung zum Verkauf stehen. Die Qualität der numismatischen Inhalte von Auktionskatalogen variiert von Auktionator zu Auktionator. Während viele Auktionshäuser stolz darauf sind, auf höchstem wissenschaftlichem Niveau zu publizieren, existieren auch relativ oberflächliche Kataloge, deren Inhalte nicht immer auf dem neuesten Stand der Wissenschaft sind.
Von hoher numismatischer Relevanz sind vor allem Spezialsammlungen. Diese werden noch lange, nachdem die Auktion abgehalten wurde, zitiert.
- Sylloge

Sylloge bezeichnet eine Spezialform numismatischer Publikation, bei der die Bestände einer Münzsammlung vorgestellt werden. Ein Foto wird – ähnlich wie in einem Auktionskatalog – mit allen numismatisch relevanten Daten kombiniert. Am bekanntesten ist die Reihe der Sylloge Nummorum Graecorum, aber auch für orientalische Münzen gibt es eine ähnliche Publikationsform.
- Münzpreiskataloge

Die unter Laien bekannteste Form numismatischer Literatur sind die Münzpreiskataloge, ein Verzeichnis aller Münzen, Medaillen oder Banknoten eines Sammelgebietes, denen ein Schätzpreis meist in mehreren Erhaltungen zugeordnet wird. Münzkataloge erscheinen oft in regelmäßigem Abstand mit neuen Preisen versehen. Einer der führenden Münzkataloge weltweit (für Münzen aus aller Welt) ist im internationalen Raum der Krause-Mishler (KM). In Deutschland sind die Münzkataloge des Battenberg Verlages von Günter Schön und seinem Sohn Gerhard Schön weit verbreitet.
- Numismatische Zeitschriften

siehe Numismatische Zeitschrift
- Sonstiges

Neben diesen Sonderformen zählen natürlich die auch in anderen wissenschaftlichen Gebieten verbreiteten Formen zur numismatischen Literatur, also die Monographie zu einem bestimmten Thema, die Festschrift und der Sammelband.